# Sexualidade de William Shakespeare
A sexualidade de William Shakespeare foi questionada várias vezes ao longo das décadas e ainda causa polêmica. Embora o dramaturgo tenha tido um casamento com Anne Hathaway e tivesse três filhos, provas circunstanciais (presentes em suas peças e especialmente em sonetos shakespearianos) sugerem que ele mantinha relações com outras mulheres e que até pode ter se envolvido num interesse erótico por homens. A hipótese de existirem amantes de Shakespeare do sexo feminino e também a possibilidade de ele ter tido relações homossexuais em sua vida têm sido historicamente uma questão criticada e controversa, por causa de seu valor na arte. De qualquer forma, não há provas mais confiáveis a respeito dessa questão; no entanto, há passagens nas obras de Shakespeare e em documentos que merecem ser analisadas.

## Casamento de Shakespeare
Tal como acontece na maioria dos aspectos da vida de Shakespeare, existem pouquíssimas provas concretas no que se refere à sua sexualidade, com exceção da prova de seu casamento com Anne e de ele ter tido três crianças, duas gêmeas.
Há biógrafos que falam sempre que seu casamento com Hathaway foi muito precipitado, posto que ela já estava grávida. Certos comentaristas ousam ir mais longe e alegam que a família dela foi quem a obrigou a casar-se com Shakespeare. Ambos foram sepultados separadamente e o testamento de Shakespeare deixa como herança para sua esposa a "segunda melhor cama". Essa cama tão conhecida gera centenas de especulações. Uma delas é a de que essa cama fora a que eles dividiram e, portanto, uma cama valiosa; ou não.
Ainda que haja tradições que reforçam a ideia do desprezo de Shakespeare por sua esposa, isto ainda não prova absolutamente nada sobre sua sexualidade.

## Identidades

### Possíveis relações com mulheres
Em Londres, Shakespeare pode ter tido muitos envolvimentos com mulheres diferentes. Uma referência a essa hipótese foi assegurada por John Mannigham, estudante de advocacia, que escreveu em seu diário que Shakespeare havia tido uma breve relação com uma mulher, durante os anos da performance de Richard III.
Há estudiosos céticos quanto a isso. De fato, esse episódio ajudou na inspiração do filme Shakespeare in love, de 1998. Ainda assim, a história sugere que pelo menos um contemporâneo de Shakespeare (Mannigham) acreditava que ele era heterossexual.
Pelo menos um dos vinte e seis Sonetos de Shakespeare são dirigidos a uma mulher casada, figurada como Dark Lady.

### Possíveis relações com homens
Para os elizabetanos, o que hoje é denominado homossexualidade ou bissexualidade era conhecido apenas como um ato sexual simples, ao invés de uma orientação sexual. Da mesma forma que hoje, todavia, havia opiniões individuais: aqueles que se envolviam com atos homossexuais consideravam isso como uma variação entre o amor e a luxúria. Sodomia era crime na época, embora Phillip Drayton descreva casos de sodomistas nos teatros.
No que se refere à sexualidade de Shakespeare, não existe sequer uma prova que o considera bissexual ou homossexual; porém, todas as teorias sobre esse assunto surgem de uma análise em cima de suas peças e, em particular, de determinados sonetos seus com uma ou outra associação biográfica.

## Sexualidade nos sonetos

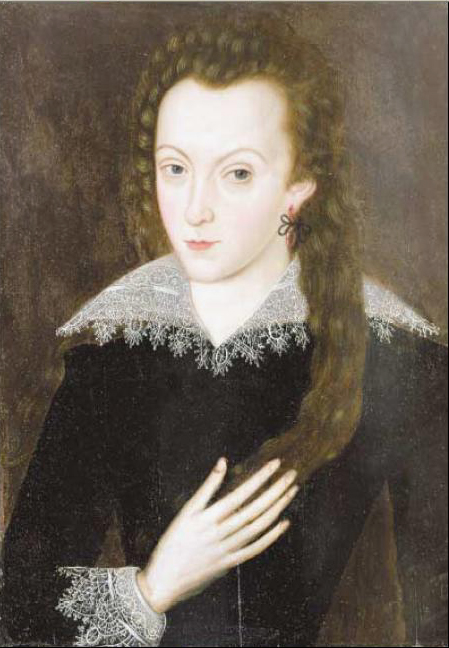
Henry Wriothesley.

Os sonetos de Shakespeare são os principais materiais a partir dos quais podemos observar sua sexualidade. Os poemas foram inicialmente publicados em 1609, talvez sem sua aprovação. 126 desses sonetos parecem ser sobre o amor e dirigidos a um belo rapaz (a obra é, inclusive, dedicada a um certo Sr. WH). A identidade desse senhor, se ele realmente existiu, tem sido muito discutida, e o candidato mais popular é o patrão de Shakespeare, Henry Wriothesley.
Há diversas passagens de sonetos shakespearianos que podem ser interpretadas como a  manifestação de um desejo por um homem mais jovem. No soneto 13, por exemplo, há uma referência a  "meu querido amor". O soneto 18 diz "como posso te comparar a um dia de verão?"